# Club Náutico Mar Menor
El Club Náutico Mar Menor es un club náutico ubicado en el Mar Menor, en el municipio de Los Alcázares, Región de Murcia (España).
Fue fundado en 1955 como Club Marítimo La Concha por su cercanía a la playa de La Concha. Ha tenido varias ampliaciones desde su fundación y, tras la realizada en 1975, el club cambia de estatutos y de nombre, al actual, en 1979.